# آرثر ديفيز
آرثر ديفيز (بالإنجليزية: Arthur Davies)‏ هو مغني أوبرا بريطاني، ولد في 11 أبريل 1941 في ريكسهام في المملكة المتحدة، وتوفي في أغسطس 2018.

## وصلات خارجية
- آرثر ديفيز على موقع IMDb (الإنجليزية)
- آرثر ديفيز على موقع ميوزك برينز (الإنجليزية)
- آرثر ديفيز على موقع أول ميوزيك (الإنجليزية)
- آرثر ديفيز على موقع ديسكوغز (الإنجليزية)